# らくらくスマートフォン4
ドコモ らくらくホン らくらくスマートフォン4 F-04J（ドコモ らくらくホン らくらくスマートフォンフォー エフゼロヨンジェイ）は、富士通コネクテッドテクノロジーズによって開発された、NTTドコモの第3.9世代移動通信システム（Xi）と第3世代移動通信システム（FOMA）のデュアルモード端末である。ドコモ らくらくホンのひとつ。

## 概要
本端末はらくらくスマートフォン3（F-06F）の後継機種である。
らくらくホンシリーズのスマートフォンでは、らくらくスマートフォン プレミアム（F-09E）以来となるGoogle Playに対応したことで、アプリやゲームを自由に追加することが可能となった。Google Playの対応に伴い、メニュー画面はらくらくスマートフォン3同様に本体の機能のみを操作できる「らくらくホーム」に加え、ワンタッチダイヤルボタンの真下に本端末で利用できるようになったGoogle検索の検索窓と「Playストア」ボタン、「Google」ボタンを追加で配置した「アプリ追加用ホーム」が用意され、用途に応じて切り替えることができる。なお、メニュー画面のレイアウトはらくらくスマートフォン3から踏襲されており、機能ごとに色分けされた配列や、らくらくホンと同じく口語調で機能を表現したシンプルメニューに切り替えることも可能である。
専用ブラウザの検索機能には、通常の検索機能に加え、特定のカテゴリを一覧表示し、カテゴリボタンを選択するだけで検索候補を絞り込むことができる「らくらくワンタッチ検索」を搭載した。
カメラ機能においては、シャッター直前の約3秒間を自動で動画保存する「スマイルシャッター」を新たに搭載したほか、22mmの広角レンズを採用したことで、より広い範囲での撮影が可能となり、有効画素数はメインカメラが約1,310万画素、サブカメラが約500万画素にそれぞれスペックアップした。らくらくスマートフォン3で対応したVoLTEは、新たにVoLTE(HD+)に対応し、ビデオコールの利用が可能となった。
また、先に発売されたAndroidフィーチャーフォンであるらくらくホン F-02Jで採用された、迷惑電話対策機能（電話帳に登録されていない番号からかかってきたとき、相手側に迷惑電話対策を設定する旨を自動で伝えて牽制し、万一、迷惑電話だった場合でも会話の内容が自動で録音される機能）が搭載され、アメリカ国防総省の納品用規格であるMIL規格（MIL-STD-810G）の14項目に準拠した耐久性能を備えた。併せて、独自の耐衝撃構造と耐衝撃落下テストの実施により、スマートフォン落下時にありがちな画面割れのリスクを抑える設計もされている。
なお、らくらくスマートフォン3に搭載されている「らくらくタッチパネル」、「あわせるビュー（年齢に合わせて色味を自動調整する機能）」、「らくらく2タッチ入力（押した行の文字がすべてポップアップ表示し、母音に"お"がつく文字でも2回のボタン操作で文字入力が可能な機能）」は本端末でも継続採用されている。
外部入力はMicro USB Type-Aとなっている。(Type-Bも可)

## パケット定額サービスについて
本端末でのパケット定額サービスは、他のドコモ スマートフォン（第2期）と同様、音声通話定額制の基本プラン「カケホーダイプラン」や「カケホーダイライトプラン」に対応したパケットパックとなるデータパック（「データSパック(小容量)」や「ウルトラデータLパック」など）やシェアパック（「シェアパック5(小容量)」や「ウルトラシェアパック50」など）への加入が可能で、Google Play非対応のらくらくスマートフォンシリーズ向けに提供されている「らくらくパック（2017年3月31日新規受付終了）」は加入不可となるので注意が必要である。

## 搭載アプリ
Google標準アプリ
- Google検索
- Chrome
- Gmail
- マップ
- YouTube
- ドライブ
- Play Music
- Playムービー&TV
- Duo
- フォト
- カレンダー
- 時計
- 音声検索
- Playストア

ドコモのアプリ（提携企業のアプリを含む）
フォトコレクションのみダウンローダをプリインストール。その他のアプリは本体にプリインストール済み
- 電話
- ドコモ電話帳
- メディアプレイヤー
- メモ
- スケジュール
- ドコモメール
- ドコモデータコピー
- 災害用キット
- 遠隔サポート
- ドコモあんしんスキャン
- dメニュー
- dマーケット
- トルカ
- iコンシェル
- しゃべってコンシェル
- フォトコレクション
- はなして翻訳
- iDアプリ
- データ保管BOX
- dブック（マイ本棚）
- 地図
- 乗換案内（地図）
- おすすめアプリ
- スゴ得コンテンツ
- iチャネル
- ドコモ海外利用
- お客様サポート
- つながりほっとサポート

その他のアプリ
- インターネット
- ワンタッチダイヤル
- カメラ・ビデオ
- アルバム
- らくらくコミュニティ
- LINE
- 目覚まし
- 本体設定
- 使い方ガイド
- 電卓
- 辞書
- お知らせタイマー
- ボイスレコーダー
- 赤外線
- QRコード読み取り
- 拡大鏡
- Document Viewer
- パソコンメール
- 歩数計
- おサイフケータイ
- テレビ
- Radiko.jp for Android
- ゲーム
- NHKラジオ

## 歴史
- 2016年10月19日 - 2016-2017年冬春モデルの1機種として開発を発表[1]。
- 2017年
  - 2月7日 - 発売日を発表[2]。
  - 2月10日 - 発売開始。

## アップデート
最新のアップデートを適用すると過去に実施された不具合改善や機能追加も同時に適用される。ただし、最新のアップデートを適用するには2019年8月28日のアップデート（機能バージョンアップ）を適用する必要がある。最新のビルド番号はV36R093Bである。
2017年2月10日のアップデート
- 音声通話からビデオコールへの切り替えが正常に行えない場合がある不具合が改善される

2017年3月13日のアップデート
- 発信者番号通知の不具合（設定が有効にならない場合がある）が改善される
- セキュリティ更新が実施され、設定メニューのセキュリティパッチレベルが2017年2月となる

2017年4月6日のアップデート
- 品質改善が実施される

2017年5月31日のアップデート
- 品質改善が実施される

2017年8月9日のアップデート
- 品質改善が実施される
- セキュリティ更新が実施され、設定メニューのセキュリティパッチレベルが2017年7月となる

2017年9月6日のアップデート
- 電話帳アプリ（起動できない場合がある）とGoogle検索アプリ（オフライン音声辞書データがアップデートできない場合がある）の不具合が改善される
- セキュリティ更新が実施され、設定メニューのセキュリティパッチレベルが2017年8月となる

2017年10月30日のアップデート
- セキュリティ更新が実施され、設定メニューのセキュリティパッチレベルが2017年10月となる

2017年12月25日のアップデート
- 手書き入力機能の不具合（特定の文字が入力できない場合がある）が改善される
- セキュリティ更新が実施され、設定メニューのセキュリティパッチレベルが2017年12月となる

2018年3月13日のアップデート
- ごくまれにトップ画面が正常に表示されない場合がある不具合が改善される
- セキュリティ更新が実施され、設定メニューのセキュリティパッチレベルが2018年2月となる

2018年5月14日のアップデート
- 非通知設定の不具合（発信した際、正常に発信履歴が残らない場合がある）が改善される
- セキュリティ更新が実施され、設定メニューのセキュリティパッチレベルが2018年4月となる

2018年6月28日のアップデート
- 品質改善が実施される
- セキュリティ更新が実施され、設定メニューのセキュリティパッチレベルが2018年6月となる

2018年10月4日のアップデート
- 歩数計アプリの不具合（睡眠時間が正常に表示されない場合がある）が改善される
- セキュリティ更新が実施され、設定メニューのセキュリティパッチレベルが2018年8月となる

2019年4月11日のアップデート
- スケジュールの不具合（特定の条件下でのアラーム通知が正常に鳴動しない場合がある）が改善される

2019年8月28日のアップデート
- 品質改善が実施される
- d払いやdショッピングサービスがアップデートされる
- らくらくホンセンターのショートカットダイヤル番号が変更される

2020年1月29日のアップデート
- 一部のアプリにおいて文字入力ができない場合がある不具合が改善される。